# Eyralpenus testacea
Eyralpenus testacea är en fjärilsart som beskrevs av Walker 1855. Eyralpenus testacea ingår i släktet Eyralpenus och familjen björnspinnare. Inga underarter finns listade i Catalogue of Life.